# Mtambwe Mkuu
Mtambwe Mkuu és un illot prop de Weti a l'illa de Pemba (Tanzània), famós per una ciutat capçalera d'un estat independent esmentat per Yaqut al-Hamawi a l'illa de Djazira al-Khudra (Illa de Pemba). Yaqut diu que tenia un sultà àrab originari de Kufa. Alguns historiadors remunten l'estat al segle ix però encara que fos així l'establiment àrab seria posterior. El lloc fou explorat per Mark Chatwin Horton amb restes d'edificis i fortificacions, i ceràmiques, aquestes en cap cas anteriors a la meitat del segle xi, però es va trobar un dinar abbàssida i un dinar fatimita i una peça d'or del segle VI a més de 2000 peces d'or fatimites entre 969 i 1065. Es van descobrir els nom de nou governants musulmans desconeguts en un estil similar a les monedes de Kilwa i Zanzíbar; això va permetre crear una genealogia que cobreix unes cinc generacions.